# 満珠 (練習艦)
満珠（まんじゅ、旧仮名:まんじゆ）は日本海軍の航海練習艦 (風帆練習艦)。艦名は関門海峡東口にある満珠島にちなむ。

## 計画
帆走練習艦としては従来「富士山」「肇敏」を使ってきたが老朽化により代艦が必要となった。ただ新造船には他の役務があり、帆走を備える艦船も少なくなった。また鋼鉄製の艦船の登場により貯蓄していた木材の需要も少なくなったため、木造の帆走練習船として「満珠」「干珠」の2艦が建造された。

## 艦歴

### 建造
明治19年 (1886年) 度計画により小野浜造船所で建造された。
同1886年 (明治19年) 8月31日起工、
1887年 (明治20年) 6月6日に小野浜造船所で建造の風帆練習艦を満珠と命名 (但し命名式までは仮称) する事が令達された。
同年8月18日進水、
1888年 (明治21年) 6月13日竣工した。
起工日は異なるが、進水、竣工とすべて同型艦の「干珠」と同一日である。

### 竣工後
竣工後は練習艦として使用され、1890年(明治23年)8月23日に第三種に定める。日清戦争では軍港警備艦とされた。その2年後の1896年（明治29年）9月26日に「干珠」とともに除籍された。船体は佐世保海兵団付属とされ、1909年（明治42年）9月17日に廃船、翌1910年（明治43年）1月20日に文部省に移管、佐賀県立商船工業学校の実習船となった。

## 艦長
※『日本海軍史』第9巻・第10巻の「将官履歴」及び『官報』に基づく。
- 野村清 少佐：1887年12月24日 - 1889年5月15日
- 飯田信臣 少佐：1889年5月15日 - 1890年5月13日
- 三善克己 少佐：1890年5月13日 - 1891年7月23日
- 河村弘貞 少佐：1891年7月23日 - 1892年8月27日
- 世良田亮 少佐：1892年8月27日 - 1893年5月20日
- 東郷正路 少佐：1893年5月20日 - 1894年6月8日
- 酒井忠利 少佐：1896年4月1日 - 1896年8月13日

## 同型艦
- 干珠